# Triptofano sintasi
La triptofano sintasi è un enzima appartenente alla classe delle liasi che catalizza la fase finale nella biosintesi del triptofano, ovvero la reazione:
L-serina + 1-C-(indolo-3-il)glicerolo 3-fosfato = L-triptofano + gliceraldeide 3-fosfato + H2O
L'enzima, composto da 267 amminoacidi si trova in piante e batteri, ma non negli animali. La forma isolata da Escherichia coli è un tetramero α2β2. Le due subunità α sono prontamente staccate dal β2-dimero, e le due subunità β possono essere separate dal trattamento con di soluzione di urea 4M. L'associazione delle subunità avviene grazie alla presenza del coenzima piridossalfosfato (PLP) e serina. Ogni subunità α ha una massa molecolare di 29500; ogni subunità β ha una massa molecolare di 45000.

## Meccanismo di reazione
Le distinte subunità catalizzano passi separati nella reazione, come mostrato nel diagramma.
L'(indolo-3-il)glicerolo 3-fosfato è convertito in indolo e gliceraldeide-3-fosfato dalle subunità α. L'indolo così formato migra verso la subunità β dove, in presenza di serina e di piridossalfosfato, è convertito in triptofano. In ogni caso, l'attività del tetramero α2β2 è da 30 a 100 volte maggiore di quella delle subunità isolate (e non prevede il rilascio di indolo durante la reazione).
L'enzima catalizza anche la conversione di serina e indolo in triptofano ed acqua, nonché quella di 1-C-(indolo-3-il)glicerolo 3-fosfato in indolo e gliceraldeide fosfato (reazione per cui l'enzima era classificato come EC 4.1.2.8).

## La biosintesi del triptofano
In diversi organismi, questo enzima conclude il pathway di sintesi del triptofano, ponendosi a valle degli enzimi antranilato fosforibosiltransferasi (numero EC 2.4.2.18), indolo-3-glicerolo-fosfato sintasi (numero EC 4.1.1.48), antranilato sintasi (numero EC 4.1.3.27), e fosforibosilantranilato isomerasi (numero EC 5.3.1.24).